# Gypsy Rhoumaje
Dorothy Shaw, connue sous le nom de Gypsy Rhoumaje ou Rhouma-Jé en France, née le 11 juillet 1908, est une danseuse acrobatique de music-hall et actrice américaine. Elle se produit à  Londres et à Paris à partir de 1926.

## Biographie
Dorothy Shaw est la fille de Florida Shaw, artiste.
En 1924, elle danse au Pantages Theatre à Los Angeles et exécute plusieurs danses dans le film The Average Woman (en) de  Christy Cabanne.
En 1926, elle est engagée par un agent pour un spectacle de music-hall au Piccadilly Revels et au Kit-Cat Club à Londres. Elle va ensuite à Paris et passe  au Casino de Paris, aux diners dansants de l'Ermitage,,, au Perroquet, aux Ambassadeurs, au music-hall des Champs-Élysées où elle danse dans la revue Olive chez les nègres ou Le Village blanc, de Henri Falk et Jean Wiener, avec Jane Pierly,,. En septembre, elle est engagée pour deux mois au Deutsch Theater à Munich, passe au Coliseum à Paris pour Noël. Ses succès parisiens lui amène à faire la promotion pour des robes de la maison Lanvin, des manteaux de la maison Grunwaldt, des chapeaux de la maison parisienne Lewis et des chaussures Perugia.
Elle retourne à New-York en 1927, apprend le black bottom et apparait dans la comédie Bye, Bye, Bonnie. À l'été 1927, elle passe au casino Bellevue à Biarritz, à Evian, à l'Empire, et à l'Ermitage, en fin d'année.
En 1928, elle danse dans la revue, Le Luxe de Paris, de Léo Lelièvre, Henri Varna et Fernand Rouvray, au Palace, aux côtés de Raquel Meller, Marcel Dalio, Georges Pomiès, Lila Nikolska, des sœurs Irwin,,,,. Elle passe au cirque d'hiver. À l'automne 1928 elle apparait dans un spectacle à la Scala de Berlin.
En mars 1929, elle apparait dans un spectacle de cabaret à l'hôtel Mayfair à Londres; au gala d'ouverture du cabaret de nuit, le Joe Zelli's et au Lido en avril; et au Picadilly Cabaret en aout. Lorsque le film White Cargo est projeté au Regal Cinema à Londres, fin octobre 1929, elle apparait dans un mini-spectacle avant le film montrant ses différentes danses et aussi au Café de Paris à Coventry Street.
En mars 1930, elle se produit à la Scala de Berlin et en aout dans un nouveau cabaret, au Grosvenor House Hotel à Londres.
En 1935, elle chante, la chanson du film No! No! A Thousand Times No!! (en), et danse au cours du salon de l'automobile à Toronto.

## Cinéma

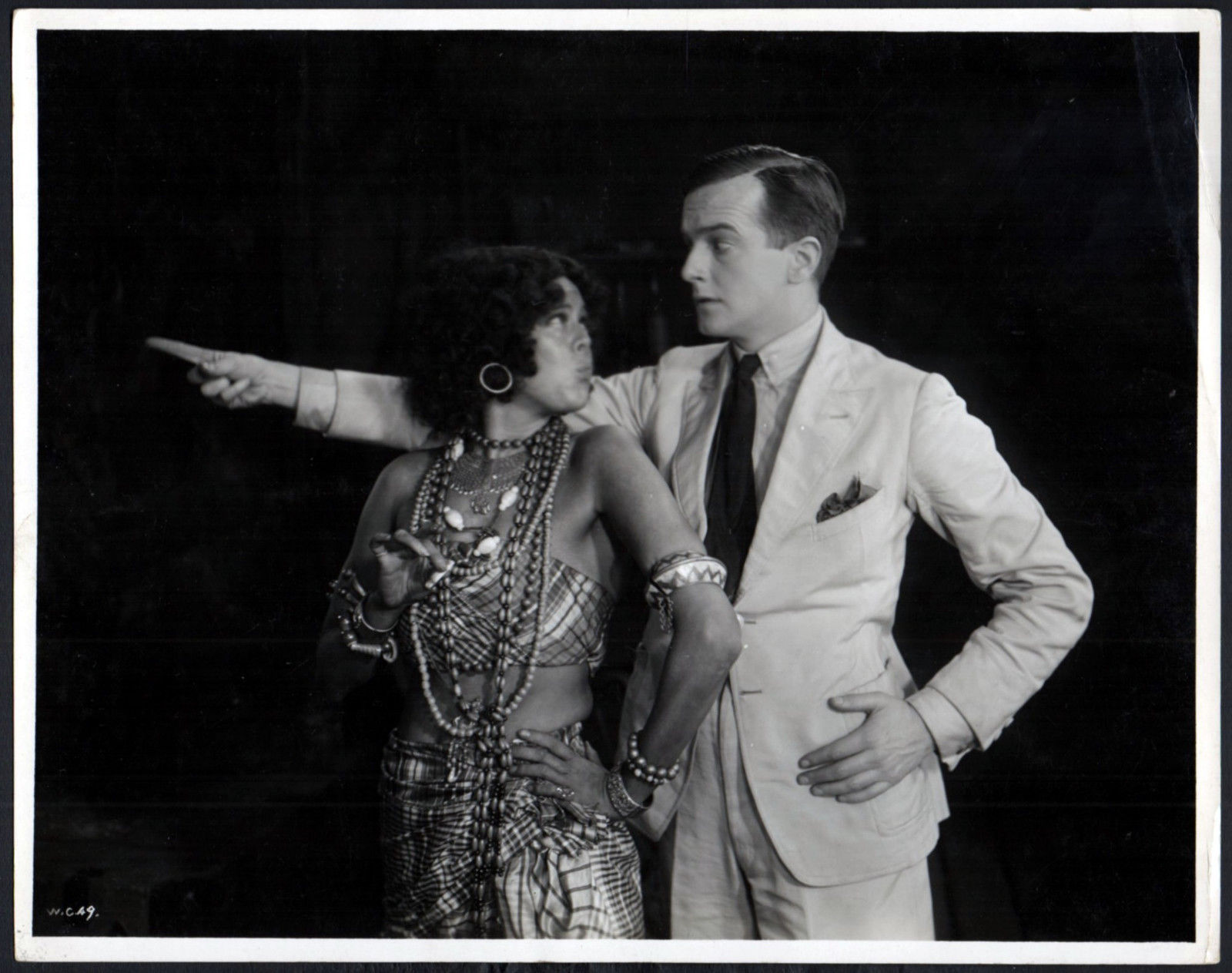
White Cargo, 1929, Maurice Evans, Gypsy Rhoumaje

- 1924 : The Average Woman (en), film muet américain réalisé par Christy Cabanne.
- 1929 : White Cargo (film, 1929) (en), film britannique de J.B. Williams, avec Maurice Evans, rôle de Tondelayo.
- 1929 : Atlantic, film britannique d'Ewald André Dupont
- 1930 : Alf's Button, film de W.P. Kellino, rôle de Lucy.

## Enregistrement
- Pour Vocalion Records et pour Dominion Records

## Iconographie
- Aquatinte de Max Pollak (1886-1970[1]).